# Serbia y Montenegro en los Juegos Olímpicos
Serbia y Montenegro en los Juegos Olímpicos estuvo representada por el Comité Olímpico de Serbia y Montenegro, sucesor del Comité Olímpico de la República Federal de Yugoslavia y miembro del Comité Olímpico Internacional.
Participó en una edición de los Juegos Olímpicos de Verano, Atenas 2004. Este país obtuvo en total dos medallas de plata en las ediciones de verano: la tiradora Jasna Šekarić en la prueba de pistola de aire de 10 m y el equipo masculino de waterpolo.
En los Juegos Olímpicos de Invierno participó en una edición, Turín 2006, sin conseguir ninguna medalla.

## Medalleros

### Por edición
| Evento      | Oro | Plata | Bronce | Total |
| ----------- | --- | ----- | ------ | ----- |
| Atenas 2004 | 0   | 2     | 0      | 2     |
| TOTAL       | 0   | 2     | 0      | 2     |

| Evento     | Oro | Plata | Bronce | Total |
| ---------- | --- | ----- | ------ | ----- |
| Turín 2006 | 0   | 0     | 0      | 0     |
| TOTAL      | 0   | 0     | 0      | 0     |

### Por deporte
Deportes de verano
| Evento    | Oro | Plata | Bronce | Total |
| --------- | --- | ----- | ------ | ----- |
| Tiro      | 0   | 1     | 0      | 1     |
| Waterpolo | 0   | 1     | 0      | 1     |
| TOTAL     | 0   | 2     | 0      | 2     |